# Floretteremit
Floretteremit (Phaethornis bourcieri) är en fågel i familjen kolibrier.

## Utseende
Floretteremiten är en stor och färglöst gråaktig kolibri med lång och rak näbb. Olikt andra eremiter saknar den tydlig ansiktsteckning. Norterbart är också förlängda vita centrala stjärtpennor.

## Utbredning och systematik
Floretteremit delas in i två underarter:
- Phaethornis bourcieri bourcieri – förekommer från östra Colombia till södra Venezuela, Guyana, norra Brasilien och norra Peru
- Phaethornis bourcieri major – förekommer i Brasilien söder om Amazonfloden (östra banken av nedre Tapajósfloden)

Sedan 2019 urskiljer BirdLife International och IUCN major som en egen art, "askbukig eremit" (P. major).

## Levnadssätt
Floretteremiten hittas i låglänta områden, vanligen under 700 meters höjd. Där påträffas den inne i terra firme-skog. Den håller sig lågt och ses snabbt skyttla mellan stånd av blommor i undervegetationen.

## Status
IUCN kategoriserar underarterna (eller arterna) var för sig, båda som livskraftiga.

## Namn
Fågelns vetenskapliga artnamn hedrar Claude-Marie Jules Bourcier (1797-1873), fransk generalkonsul i Ecuador, naturforskare och samlare av specimen specialiserad på kolibrier. På svenska har den även kallats raknäbbad eremit.